# 田島絵里香
田島 絵里香（たじま えりか、1979年11月9日 - ）は、日本のモデル、女優。熊本県出身。株式会社FARM village 事業部に所属。

## 略歴・人物
- 1996年、第7回 集英社ヤングジャンプ『全国女子高生制服コレクション』にて準グランプリを獲得してデビュー。
- 1998年、スピッツのメンバー自ら審査に加わった彼等の当時発売されたアルバム『フェイクファー』のジャケットモデルに起用される。このジャケットを見た監督が大塚製薬「カロリーメイト」のCMに抜擢。これらの仕事がきっかけとなりタレント・女優活動を開始する。現在では多数のドラマ出演をする傍ら、ノエビア化粧品、ジョンソン「シャット」等、多くのTVCMにも出演中。
- 趣味は書道、ヨガ。
- 尚、オフィシャルブログは停止中。
- 以前はディスカバリー・エンターテインメントに所属していた。

## 出演

### 映画
- 「縁切り闇稼業 5 芸能界秘密パーティの陰謀」（2000年）　※Vシネマ
- 「自殺サークル」（2002年）
- 「BLACK KISS」（2005年）
- 「仮面ライダー THE FIRST」（2005年）

### テレビ
- 「エクスプレス」（1999年 - 2001年、TBS）
- 「デジ屋台」（2002年 - 2003年、TBS）

### テレビドラマ
- 「幸せづくり」（1998年、東海テレビ）
- 金曜時代劇「しくじり鏡三郎」第5話（1999年、NHK）
- 「こちら本池上署5」（2005年、TBS）
- 「喰いタン」第3話（2006年、日本テレビ系）
- 「チェケラッチョ!! in TOKYO」（2006年、フジテレビ）
- 「幻影〜ゲンヱイ〜」（2008年5月 - 7月、朝日放送）

### CM
- 「ヘアーエッセンスシャンプー」（1995年、資生堂）
- 「BIO」（2008年、ダノン）
- 「ネスカフェ　アンバサダー」（2017年、ネスレ日本）

### その他
- スピッツ「フェイクファー」ジャケットモデル（1998年）
- スピッツ「冷たい頬/謝々!」ジャケットモデル（1998年）
- 写真集「恋少女」（2000年、荒木経惟、マガジンハウス）